# Линия танца

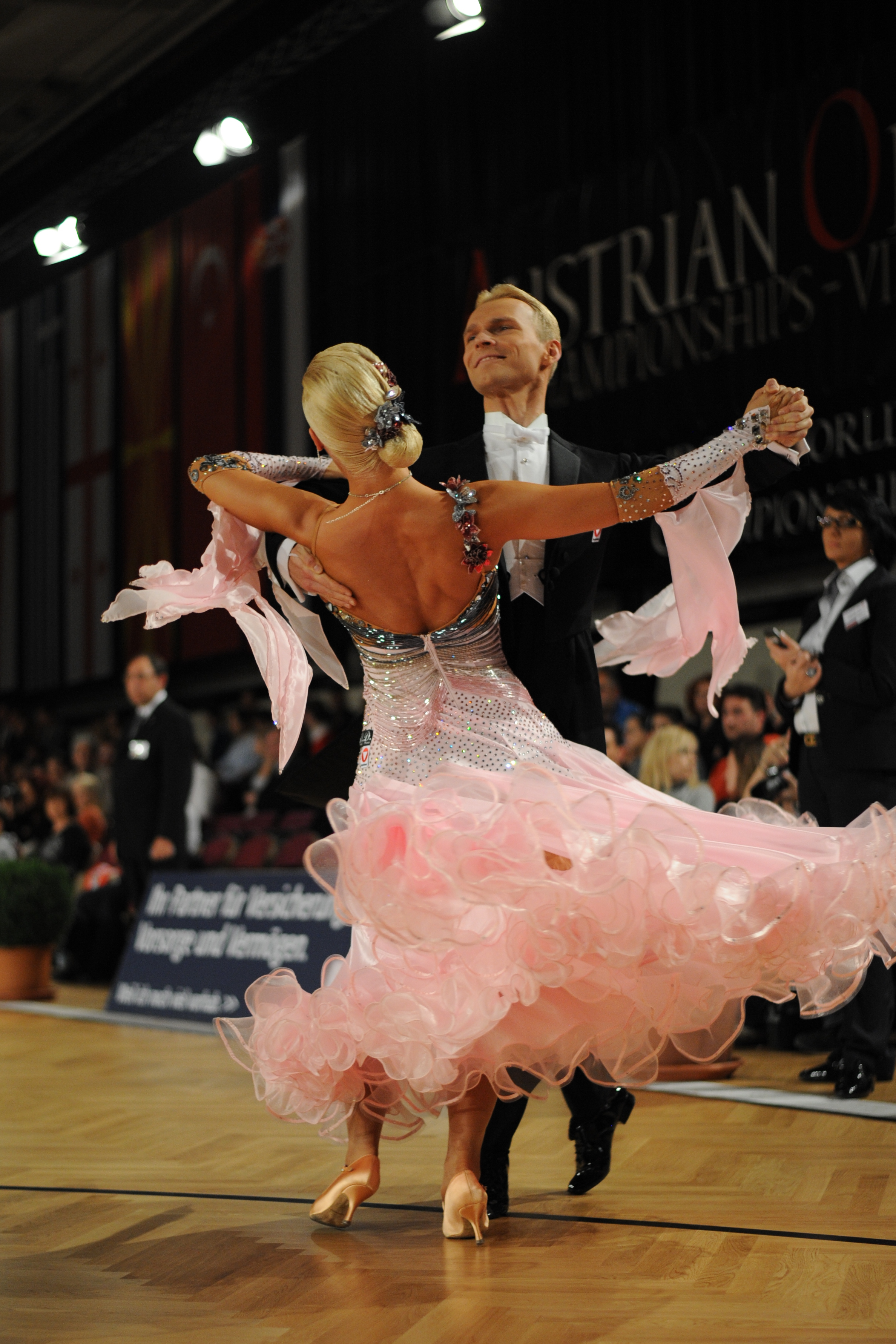
Лидер (мужчина) находится параллельно к диагональной стене и собирается сделать шаг назад по диагонали, ведомая (дама) смотрит на диагональную стену.

Линия танца — траектория, по которой движутся танцоры в бальных танцах. В самом общем виде представляет собой замкнутый круг, движение по которому происходит обычно против часовой стрелки. Движение по часовой стрелке (против линии танца) иногда возможно, но нежелательно из-за опасности столкновения с другими танцующими.
Поскольку бальный зал чаще всего представляет собой помещение прямоугольной формы, линия танца переосмысливается как прямоугольник, состоящий из двух длинных и двух коротких линий. В общем случае, линия танца зависит от формы помещения, поскольку может ограничиваться его размерой и формой. Свои перемещения танцоры отсчитывают либо от стен помещения, либо от текущей позиции.
Продвижение по линии танца чаще всего происходит не строго прямолинейно, а с более или менее выраженными отклонениями в сторону центра или стены и возвратом на линию танца. Эти отклонения зависят от конкретных фигур, исполняемых танцорами. Тем не менее, они могут сглаживаться или акцентироваться в зависимости от размера танцевальной площадки. Если танцевальная площадка большая, танцоры могут сгладить отклонения от линии танца, чтобы добиться большего продвижения и наоборот.
Для исполнения некоторых статичных фигур (поз) желательно покинуть линию танца. Для этого используется выход в центр зала или уход в угол. Кроме движения по периметру зала допускается пересечение танцевальной площадки по диагонали из угла в угол.